# Podvicmanovský mlýn

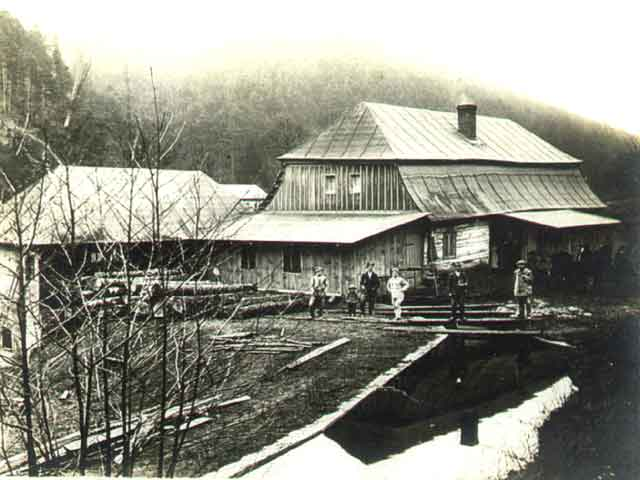
Podvicmanovský mlýn na začátku 20. století

Podvicmanovský mlýn nebo také vodní mlýn Josefa Blažka, je patrový roubený mlýn. Leží na samotě nazývané Podvicmanov, v hlubokém údolí mezi obcemi Vicmanov a Strážiště na Mnichovohradišťsku na potoce Zábrdka. Patří k hodnotným památkám lidové architektury, od roku 1965 je chráněn jako kulturní památka České republiky.
Mlýn na tomto místě se nacházel pravděpodobně již ve 12. století, podle zlomku urbáře cisterciáckého kláštera v Klášteře Hradišti. Základ mlýna pochází pravděpodobně ze začátku 18. století. Podle data uvedeného pod římsou mansardy nad štítem došlo v roce 1806 k rozsáhlým úpravám mlýna a k přístavbě přízemního kolmého křídla, tzv. šalandy. Kolem roku 1905 došlo k výměně strojního zařízení mlýna.